# Persza liha ukraińska w piłce nożnej mężczyzn
Persza liha (ukr. Перша ліга, dosł. Pierwsza liga) – drugi poziom w hierarchii ligowych rozgrywek w piłce nożnej mężczyzn na Ukrainie. Utworzona w 1992 roku i zarządzana przez Profesjonalną Futbolową Ligę Ukrainy (PFL), a wcześniej do 1996 przez Ukraiński Związek Piłki Nożnej (FFU). Od sezonu 2013/2014 nazywana Favbet Liga 1. Zmagania w jej ramach toczą się cyklicznie (co sezon) w systemie mecz i rewanż. Przeznaczone są dla 16 ukraińskich klubów piłkarskich. Dwie pierwsze drużyny ligi uzyskują awans do Premier-lihi, zaś najsłabsze dwa zespoły relegowane są do Druhiej lihi. Zespoły zajmujące 13 i 14 pozycję w Perszej lidze rozgrywają play-off w dwóch meczach z prawem do gry w Perszej lidze przeciwko drużynom, które zajęły trzecie miejsce w grupie A i B w Druhiej lidze. Jeśli klub odmówi awansu do Premier-lihi, klub, który zajął następne miejsce w klasyfikacji, będzie promowany. Jeśli druga drużyna tego samego klubu (np. Dynamo II) zajmie pierwsze lub drugie miejsce to awansuje klub, który zajął następne miejsce po nim.
Najbardziej utytułowaną drużyna ligi jest druga drużyna klubu Dynamo Kijów. Jeśli nie liczyć zespołów rezerw, to najwięcej tytułów uzyskała Howerła-Zakarpattia Użhorod (trzy razy pierwsze miejsce i dwa razy drugie) oraz Zirka Kirowohrad (trzy razy pierwsze miejsce).

## Historia
Jej początki sięgają 1992 roku, kiedy to po odzyskaniu niepodległości w 1991 Ukraina zaczęła organizować własne rozgrywki piłkarskie. Wcześniej zespoły ukraińskie występowały w Pierwoj lidze ZSRR. Pierwszy niepełny sezon ukraińskiej Perszej lihi rozegrano wiosną 1992, kiedy to 28 zespołów podzielono na dwie grupy, w których walczono systemem dwurundowym. Zwycięzcy obydwu grup awansowali do Wyszczej lihi. Od sezonu 1992/93 mecze ligowe rozgrywano systemem jesień – wiosna.
Od sezonu 2014/15 liga liczyła 18 zespołów. Od sezonu 2016/17 liczy 16 zespołów.

## Skład ligi w sezonie 2021/22
| Klub          | Miasto          |
| ------------- | --------------- |
| Ahrobiznes    | Wołoczyska      |
| Alians        | Łypowa Dołyna   |
| Hirnyk-Sport  | Horiszni Pławni |
| FK Kramatorsk | Kramatorsk      |
| Kremiń        | Krzemieńczuk    |
| Krywbas       | Krzywy Róg      |
| Metalist      | Charków         |
| Nywa          | Tarnopol        |
| Obołoń        | Kijów           |
| Olimpik       | Donieck         |
| Podilla       | Chmielnicki     |
| Polissia      | Żytomierz       |
| Prykarpattia  | Iwano-Frankiwsk |
| FK Użhorod    | Użhorod         |
| Wołyń         | Łuck            |
| WPK-Ahro      | Szewczenkiwka   |

## Medaliści ligi
Kluby które awansowały do Premier-lihi (do 2008 – Wyższej Lihi) są zaznaczone czcionką pogrubioną.
| Sezon     | Gr. | K | K | T | Mistrz                       | Wicemistrz                 | III miejsce                  | Br. | Król strzelców                                                                  | Uwagi                |
| 1992      | A   |   |   | 1 | Weres Równe                  | Pryładyst Mukaczewo        | Polihraftechnika Oleksandria | 16  | Denys Filimonow (Krywbas Krzywy Róg)                                            | 2 grupy po 14 klubów |
| 1992      | B   |   |   | 1 | Krywbas Krzywy Róg           | Metałurh Nikopol           | Artanija Oczaków             | 16  | Denys Filimonow (Krywbas Krzywy Róg)                                            | 2 grupy po 14 klubów |
| 1992/1993 |     |   |   | 1 | Nywa Winnica                 | Temp Szepetówka            | Naftowyk Ochtyrka            | 26  | Roman Hryhorczuk (Prykarpattia Iwano-Frankiwsk), Ihor Kolada (Temp Szepietówka) | 22 klubów            |
| 1993/1994 |     |   |   | 1 | Prykarpattia Iwano-Frankiwsk | Ewis Mikołajów             | Polihraftechnika Oleksandria | 26  | Serhij Czujczenko (Polihraftechnika Ołeksandrija)                               | 20 klubów            |
| 1994/1995 |     |   |   | 1 | Zirka-NIBAS Kirowograd       | CSKA-Borysfen Boryspol     | Metałurh Nikopol             | 27  | Serhij Czujczenko (Polihraftechnika Ołeksandrija)                               | 22 klubów            |
| 1995/1996 |     |   |   | 1 | Worskła Połtawa              | Bukowyna Czerniowce        | Stal Ałczewsk                | 35  | Serhij Czujczenko (Polihraftechnika Ołeksandrija/Worskła Połtawa)               | 22 klubów            |
| 1996/1997 |     |   |   | 1 | Metałurh Donieck             | Dynamo-2 Kijów             | Metałurh Mariupol            | 22  | Ołeksij Antiuchin (Dynamo-2 Kijów)                                              | 24 klubów            |
| 1997/1998 |     |   |   | 1 | SK Mikołajów                 | Dynamo-2 Kijów             | Metalist Charków             | 22  | Ołeh Hrycaj (FK Czerkassy), Hennadij Skydan (SK Mikołajów)                      | 22 klubów            |
| 1998/1999 |     |   |   | 1 | Dynamo-2 Kijów               | Czornomoreć Odessa         | Torpedo Zaporoże             | 19  | Ołeh Hrycaj (FK Czerkassy)                                                      | 20 klubów            |
| 1999/2000 |     |   |   | 2 | Dynamo-2 Kijów               | Stal Ałczewsk              | FK Czerkasy                  | 17  | Pawło Parszyn (Polissia Żytomierz)                                              | 18 klubów            |
| 2000/2001 |     |   |   | 3 | Dynamo-2 Kijów               | Zakarpattia Użhorod        | Polihraftechnika Oleksandria | 20  | Serhij Czujczenko (Polihraftechnika Ołeksandrija)                               | 18 klubów            |
| 2001/2002 |     |   |   | 1 | SK Wołyń-1 Łuck              | Czornomoreć Odessa         | Obołoń Kijów                 | 17  | Wasyl Saczko (Wołyń-1 Łuck), Wiktor Arefjew (Stal Ałczewsk)                     | 18 klubów            |
| 2002/2003 |     |   |   | 2 | Zirka Kirowohrad             | Borysfen Boryspol          | Dynamo-2 Kijów               | 15  | Maksym Sztajer (FK Krasyliw)                                                    | 18 klubów            |
| 2003/2004 |     |   |   | 1 | Zakarpattia Użhorod          | Metalist Charków           | Naftowyk Ochtyrka            | 16  | Ołeksandr Alijew (Dynamo-2 Kijów)                                               | 18 klubów            |
| 2004/2005 |     |   |   | 1 | Stal Ałczewsk                | Arsenal Charków            | Zoria Ługańsk                | 17  | Roman Pacholuk (Nywa Winnica)                                                   | 18 klubów            |
| 2005/2006 |     |   |   | 1 | Zoria Ługańsk                | Karpaty Lwów               | Obołoń Kijów                 | 19  | Bohdan Jesyp (Naftowyk-Ukrnafta Ochtyrka)                                       | 18 klubów            |
| 2006/2007 |     |   |   | 1 | Naftowyk-Ukrnafta Ochtyrka   | Zakarpattia Użhorod        | Obołoń Kijów                 | 16  | Matwij Bobal (Ihroserwis Symferopol)                                            | 19 klubów            |
| 2007/2008 |     |   |   | 1 | Illicziweć Mariupol          | FK Lwów                    | Obołoń Kijów                 | 23  | Matwij Bobal (Ihroserwis Symferopol)                                            | 20 klubów            |
| 2008/2009 |     |   |   | 2 | Zakarpattia Użhorod          | Obołoń Kijów               | FK Ołeksandrija              | 22  | Ołeksandr Pyszczur (Wołyn Łuck)                                                 | 17 klubów            |
| 2009/2010 |     |   |   | 1 | PFK Sewastopol               | Wołyń Łuck                 | Stal Ałczewsk                | 19  | Serhij Kuczerenko (Krymtepłycia Mołodiżne)                                      | 18 klubów            |
| 2010/2011 |     |   |   | 1 | FK Ołeksandrija              | Czornomoreć Odessa         | Stal Ałczewsk                | 20  | Rusłan Hunczak (Bukowyna Czerniowce)                                            | 18 klubów            |
| 2011/2012 |     |   |   | 3 | Howerła-Zakarpattia Użhorod  | Metałurh Zaporoże          | PFK Sewastopol               | 19  | Ołeksandr Kosyrin (FK Odessa/Howerła-Zakarpattia Użhorod)                       | 18 klubów            |
| 2012/2013 |     |   |   | 2 | PFK Sewastopol               | Stal Ałczewsk              | FK Ołeksandrija              | 18  | Serhij Kuznecow (PFK Sewastopol)                                                | 18 klubów            |
| 2013/2014 |     |   |   | 1 | Olimpik Donieck              | FK Ołeksandrija            | Stal Ałczewsk                | 13  | Ołeksandr Akymenko (Stal Ałczewsk)                                              | 16 klubów            |
| 2014/2015 |     |   |   | 2 | FK Ołeksandrija              | Stal Dnieprodzierżyńsk     | Hirnyk-Sport Komsomolsk      | 21  | Stanisław Kulisz (Stal Dnieprodzierżyńsk)                                       | 16 klubów            |
| 2015/2016 |     |   |   | 3 | Zirka Kirowohrad             | Czerkaśkyj Dnipro Czerkasy | Obołoń-Browar Kijów          | 16  | Artem Faworow (Obołoń-Browar Kijów)                                             | 16 klubów            |
| 2016/2017 |     |   |   | 2 | Illicziweć Mariupol          | Desna Czernihów            | Weres Równe                  | 24  | Rusłan Stepaniuk (Weres Równe)                                                  | 18 klubów            |
| 2017/2018 |     |   |   | 1 | Arsenał Kijów                | FK Połtawa                 | Desna Czernihów              | 25  | Ołeksandr Akymenko (Inhułeć Petrowe)                                            | 18 klubów            |
| 2018/2019 |     |   |   | 1 | SK Dnipro-1                  | Kołos Kowaliwka            | Wołyń Łuck                   | 17  | Stanisław Kulisz (SK Dnipro-1)                                                  | 15 klubów            |
| 2019/2020 |     |   |   | 1 | FK Mynaj                     | Ruch Lwów                  | Inhułeć Petrowe              | 15  | Denys Kożanow (Wołyń Łuck)                                                      | 16 klubów            |
| 2020/2021 |     |   |   | 2 | Weres Równe                  | Czornomorec Odessa         | Metalist 1925 Charków        | 15  | Rusłan Czernenko (Ahrobiznes Wołoczyska)                                        | 16 klubów            |

## Statystyka

### Tabela medalowa
Mistrzostwo ligi zostało do tej pory zdobyte przez 21 różnych drużyn.
Stan na 12 czerwca 2021.
| Lp. | Klub                         | Miejsca na podium | Miejsca na podium | Miejsca na podium | Zwycięskie sezony         |   |   |                           |
| --- | ---------------------------- | ----------------- | ----------------- | ----------------- | ------------------------- | - | - | ------------------------- |
| Lp. | Klub                         | 1.                | Dynamo-2 Kijów    | 3                 | Zwycięskie sezony         | 2 | 1 | 1998/99, 1999/00, 2000/01 |
| 2.  | Howerła-Zakarpattia Użhorod  | 3                 | 2                 | 0                 | 2003/04, 2008/09, 2011/12 |   |   |                           |
| 3.  | Zirka Kirowohrad             | 3                 | 0                 | 0                 | 1994/95, 2002/03, 2015/16 |   |   |                           |
| 4.  | FK Ołeksandrija              | 2                 | 1                 | 5                 | 2010/11, 2014/15          |   |   |                           |
| 5.  | Illicziweć Mariupol          | 2                 | 0                 | 1                 | 2007/08, 2016/17          |   |   |                           |
| 5.  | PFK Sewastopol               | 2                 | 0                 | 1                 | 2009/10, 2012/13          |   |   |                           |
| 5.  | Weres Równe                  | 2                 | 0                 | 1                 | 1992, 2020/21             |   |   |                           |
| 7.  | Stal Ałczewsk                | 1                 | 2                 | 3                 | 2004/05                   |   |   |                           |
| 8.  | Wołyń Łuck                   | 1                 | 1                 | 1                 | 2001/02                   |   |   |                           |
| 9.  | SK Mikołajów                 | 1                 | 1                 | 0                 | 1997/98                   |   |   |                           |
| 10. | Naftowyk-Ukrnafta Ochtyrka   | 1                 | 0                 | 2                 | 2006/07                   |   |   |                           |
| 11. | Zoria Ługańsk                | 1                 | 0                 | 1                 | 2005/06                   |   |   |                           |
| 13. | Krywbas Krzywy Róg           | 1                 | 0                 | 0                 | 1992                      |   |   |                           |
| 13. | FK Mynaj                     | 1                 | 0                 | 0                 | 2019/20                   |   |   |                           |
| 13. | Nywa Winnica                 | 1                 | 0                 | 0                 | 1992/93                   |   |   |                           |
| 13. | Prykarpattia Iwano-Frankiwsk | 1                 | 0                 | 0                 | 1993/94                   |   |   |                           |
| 13. | Worskła Połtawa              | 1                 | 0                 | 0                 | 1995/96                   |   |   |                           |
| 13. | Metałurh Donieck             | 1                 | 0                 | 0                 | 1996/97                   |   |   |                           |
| 13. | Olimpik Donieck              | 1                 | 0                 | 0                 | 2013/14                   |   |   |                           |
| 13. | Arsenał Kijów                | 1                 | 0                 | 0                 | 2017/18                   |   |   |                           |
| 13. | SK Dnipro-1                  | 1                 | 0                 | 0                 | 2018/19                   |   |   |                           |
| 13. | FK Mynaj                     | 1                 | 0                 | 0                 | 2019/20                   |   |   |                           |
| 22. | Czornomoreć Odessa           | 0                 | 4                 | 0                 |                           |   |   |                           |
| 23. | Obołoń Kijów                 | 0                 | 1                 | 4                 |                           |   |   |                           |
| 24. | Metałurh Nikopol             | 0                 | 1                 | 1                 |                           |   |   |                           |
| 24. | Metalist Charków             | 0                 | 1                 | 1                 |                           |   |   |                           |
| 24. | Desna Czernihów              | 0                 | 1                 | 1                 |                           |   |   |                           |
| 27. | Pryładyst Mukaczewo          | 0                 | 1                 | 0                 |                           |   |   |                           |
| 27. | Temp Szepetówka              | 0                 | 1                 | 0                 |                           |   |   |                           |
| 27. | CSKA-Borysfen Boryspol       | 0                 | 1                 | 0                 |                           |   |   |                           |
| 27. | Bukowyna Czerniowce          | 0                 | 1                 | 0                 |                           |   |   |                           |
| 27. | Borysfen Boryspol            | 0                 | 1                 | 0                 |                           |   |   |                           |
| 27. | Arsenal Charków              | 0                 | 1                 | 0                 |                           |   |   |                           |
| 27. | Karpaty Lwów                 | 0                 | 1                 | 0                 |                           |   |   |                           |
| 27. | FK Lwów                      | 0                 | 1                 | 0                 |                           |   |   |                           |
| 27. | Metałurh Zaporoże            | 0                 | 1                 | 0                 |                           |   |   |                           |
| 27. | Stal Kamieńskie              | 0                 | 1                 | 0                 |                           |   |   |                           |
| 27. | Czerkaśkyj Dnipro Czerkasy   | 0                 | 1                 | 0                 |                           |   |   |                           |
| 27. | FK Połtawa                   | 0                 | 1                 | 0                 |                           |   |   |                           |
| 27. | Kołos Kowaliwka              | 0                 | 1                 | 0                 |                           |   |   |                           |
| 40. | Artanija Oczaków             | 0                 | 0                 | 1                 |                           |   |   |                           |
| 40. | Worskła Połtawa              | 0                 | 0                 | 1                 |                           |   |   |                           |
| 40. | Torpedo Zaporoże             | 0                 | 0                 | 1                 |                           |   |   |                           |
| 40. | FK Czerkasy                  | 0                 | 0                 | 1                 |                           |   |   |                           |
| 40. | Hirnyk-Sport Komsomolsk      | 0                 | 0                 | 1                 |                           |   |   |                           |
| 40. | Obołoń-Browar Kijów          | 0                 | 0                 | 1                 |                           |   |   |                           |
| 40. | Metalist 1925 Charków        | 0                 | 0                 | 1                 |                           |   |   |                           |

### Klasyfikacja według miast
Siedziby klubów: Stan na czerwiec 2021.
| Miasto          | Liczba tytułów | Drużyny                                   |
| --------------- | -------------- | ----------------------------------------- |
| Kijów           | 4              | Dynamo-2 Kijów (3), Arsenał Kijów (1)     |
| Kropywnycki     | 3              | Zirka Kirowohrad (3)                      |
| Użhorod         | 3              | Howerła-Zakarpattia Użhorod (3)           |
| Aleksandria     | 2              | FK Ołeksandrija (2)                       |
| Donieck         | 2              | Metałurh Donieck (1), Olimpik Donieck (1) |
| Mariupol        | 2              | Illicziweć Mariupol (2)                   |
| Sewastopol      | 2              | PFK Sewastopol (2)                        |
| Równe           | 2              | Weres Równe (2)                           |
| Ałczewsk        | 1              | Stal Ałczewsk (1)                         |
| Dniepr          | 1              | SK Dnipro-1 (1)                           |
| Iwano-Frankiwsk | 1              | Prykarpattia Iwano-Frankiwsk (1)          |
| Krzywy Róg      | 1              | Krywbas Krzywy Róg (1)                    |
| Łuck            | 1              | Wołyń Łuck (1)                            |
| Ługańsk         | 1              | Zoria Ługańsk (1)                         |
| Mikołajów       | 1              | SK Mikołajów (1)                          |
| Mynaj           | 1              | FK Mynaj (1)                              |
| Ochtyrka        | 1              | Naftowyk-Ukrnafta Ochtyrka (1)            |
| Połtawa         | 1              | Worskła Połtawa (1)                       |
| Winnica         | 1              | Nywa Winnica (1)                          |

## Uczestnicy
Są 93 zespoły, które wzięli udział w 29 sezonach Perszej lihi Ukrainy, które były prowadzone od 1992 aż do sezonu 2019/20 łącznie. Żaden z zespołów nie był zawsze obecny w każdej edycji.
Pogrubione zespoły biorące udział w sezonie 2019/20.
- 25 razy: Dynamo-2 Kijów
- 24 razy: Naftowyk-Ukrnafta Ochtyrka
- 21 razy: MFK Mikołajów, Stal Ałczewsk
- 18 razy: FK Ołeksandrija
- 15 razy: Howerła-Zakarpattia Użhorod
- 14 razy: CSKA Kijów, Desna Czernihów
- 13 razy: Helios Charków
- 12 razy: Bukowyna Czerniowce, FK Lwów, Nywa Winnica, Polissia Żytomierz, Wołyń Łuck, Zirka Kirowohrad
- 11 razy: Dnipro Czerkasy, Ełektrometałurh-NZF Nikopol, PFK Sumy
- 10 razy: Spartak Sumy
- 9 razy: Karpaty-2 Lwów, Spartak Iwano-Frankiwsk, Szachtar-2 Donieck
- 8 razy: Krymtepłycia Mołodiżne
- 7 razy: Awanhard Kramatorsk, Chimik Siewierodonieck, Enerhetyk Bursztyn, Obołoń Kijów, KP FKPodilla Chmielnicki
- 6 razy: Hirnyk-Sport Horiszni Pławni, Krystał Czortków, FK Odessa, FK Połtawa
- 5 razy: Borysfen Boryspol, Czornomoreć Odessa, IhroSerwis Symferopol, Illicziweć Mariupol, Metalist Charków, Nywa Tarnopol, Obołoń-Browar Kijów, SK Odessa, Podilla Chmielnicki, PFK Sewastopol, Stal Kamieńskie, Szachtar Makiejewka, Worskła Połtawa, Zoria Ługańsk
- 4 razy: Arsenał Biała Cerkiew, Czerkaszczyna Czerkasy, Feniks-Illiczoweć Kalinine, Inhułeć Petrowe, Karpaty Mukaczewo, Kremiń Krzemieńczuk, FSK Prykarpattia Iwano-Frankiwsk, Tytan Armiańsk, Weres Równe
- 3 razy: Arsenał Charków, Artanija Oczaków, Bałkany Zoria, Kołos Kowaliwka, Olimpik Donieck, Ruch Lwów, FK Tarnopol
- 2 razy: Ahrobiznes Wołoczyska, Arsenał Kijów, Boreks-Borysfen Borodzianka, Czornomoreć-2 Odessa, Dnipro-2 Dniepropetrowsk, Hirnyk Krzywy Róg, Karpaty Lwów, Metalist 1925 Charków, Metałurh Zaporoże, Nafkom Browary, Naftochimik Krzemieńczuk, Prykarpattia Iwano-Frankiwsk, Roś Biała Cerkiew, Szachtar Pawłohrad, Torpedo Zaporoże
- 1 raz: Awanhard-Industrija Roweńky, FK Charków, Czajka Sewastopol, SK Dnipro-1, Hałyczyna Drohobycz, Kniaża Szczasływe, Krystał Chersoń, Krywbas Krzywy Róg, Metałurh Donieck, FK Mynaj, Ratusza Kamieniec Podolski, Skała Stryj, Sokił Złoczów, Temp Szepetówka, UkrAhroKom Hołowkiwka, Wahonobudiwnyk Stachanow, Żemczużyna Odessa
- 0 razy: Kobra Charków (po 3 kolejkach dyskwalifikowany), Komunalnyk Ługańsk (po 13 kolejkach zrezygnował)